# Sylta Fee Wegmann

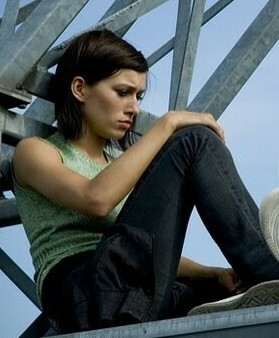
Sylta Fee Wegmann im Film Little Paris

Sylta Fee Wegmann (* 7. März 1987 in Ost-Berlin) ist eine deutsche Schauspielerin.

## Leben
Sylta Fee Wegmann, in Berlin-Köpenick geboren, fing bereits in Grundschuljahren mit der Schauspielerei an. Sie absolvierte verschiedene Schauspielworkshops in Los Angeles. Außerdem besuchte sie Schauspielcoachings bei der Berliner Agentur „Die Tankstelle“.
Wegmann spielte in vielen TV-Produktionen mit, häufig in Krimiserien. Sie übernahm dabei mehrere Episodenrollen und auch Gastrollen. 2004 war sie in einem Werbespot für die Bausparkasse Schwäbisch Hall zu sehen. Wegmann begann zunächst mit TV-Nebenrollen in Serien wie Doppelter Einsatz (2005, als Schülerin Oana) und SOKO Leipzig (2005, als die 16-jährige Veronika, die den Traum hat, ein Superstar zu werden und sich bei einer TV-Casting-Show bewirbt).
Das ZDF besetzte Wegmann 2007 in dem Fernsehfilm Wiedersehen am Fluss aus der Rosamunde-Pilcher-Fernsehreihe (in der Rolle der Tochter Elisabeth, die unter dem Tod ihrer Mutter leidet, an der Seite von Jan Sosniok) und 2008 in der Inga-Lindström-Verfilmung Hannas Fest (als die junge Sina Janson, die in einen älteren Mann verliebt ist, der ihre Liebe jedoch nicht erwidert, mit Thomas Heinze als Partner).
2008 spielte sie in Marco Petrys TV-Komödie Machen wir’s auf Finnisch die Rolle der intriganten Cora, die Konkurrentin einer ambitionierten Praktikantin. 2009 hatte Wegmann als Trixi in der ARD-Fernsehserie Geld.Macht.Liebe für mehrere Folgen eine Gastrolle. Von September 2012 bis Anfang 2014 übernahm Wegmann dann in der ZDF-Krimiserie SOKO Stuttgart die Kommissaranwärterin Cornelia „Nelly“ Kienzle. Im fünften Teil der Lotta-Reihe des ZDF, Lotta & der dicke Brocken (Erstausstrahlung: 31. März 2016), spielte sie neben Josefine Preuß in der Titelrolle deren Freundin Maike.
In der ZDF-Fernsehreihe Marie fängt Feuer, die 2016 und 2017 erstausgestrahlt wurde, war sie Angie, die beste Freundin der weiblichen Hauptfigur (Christine Eixenberger). Im November 2017 war Wegmann in der ZDF-Krimireihe Stralsund in einer Hauptrolle zu sehen; sie verkörperte die Supermarkt-Kassiererin Monika Lüders, die Opfer eines Überfalls und einer brutalen Vergewaltigung wird, und sich bei ihrer Vernehmung in Widersprüche verstrickt.
Sylta Fee Wegmann spielte auch in einigen Kinofilmen mit. Ihr Kinodebüt gab sie 2006 an der Seite von Alice Dwyer in dem portugiesischen Filmdrama Body Rice. 2008 folgte die Hauptrolle der Tänzerin Luna in dem Coming-of-Age-Film Little Paris von Miriam Dehne. In der deutsch-französischen Filmbiografie Carlos – Der Schakal (2010) hatte sie einen Kurzauftritt als RAF-Terroristin Juliane Plambeck. In Florian Anders’ erstem Langspielfilm Bild von Ihr (2012) verkörperte sie die erfolgreiche Geschäftsfrau Charlotte, die eine Affäre mit dem mittellosen Kunstmaler Viktor beginnt, die beide Protagonisten in eine „tiefe emotionale Abhängigkeit“ führt. Eine weitere Kinohauptrolle hatte sie in der Filmkomödie Ohne Gnade (2013) als attraktive „Biene“, die gemeinsam mit ihrer Schwester „Püppi“ (Sina Tkotsch) beschließt, ihrer Mutter (Catrin Striebeck), die sich immer wieder mit den falschen Männern einlässt, dabei zu helfen, sich aus ihrer finanziellen Dauer-Notsituation zu befreien.
In der Medical-Drama-Serie Der Schiffsarzt (2022), die im Juni 2022 auf RTL+ erstausgestrahlt wurde, spielt Wegmann die weibliche Nebenrolle der verschwundenen und gesuchten Ehefrau Sarah Petersen.
Wegmann wohnt in Berlin.

## Filmografie (Auswahl)
- 2002: Sonnenaufgang
- 2005: Doppelter Einsatz – Mord auf dem Stundenplan
- 2005: SOKO Leipzig – Topstar gesucht!
- 2005: Krimi.de – Crash / Abgezogen
- 2006: Body Rice
- 2006: Der Staatsanwalt – Glückskinder
- 2006: Alle lieben Jimmy
- 2007: Ein starkes Team – Stumme Wut
- 2007: Rosamunde Pilcher – Wiedersehen am Fluss
- 2007: Im Namen des Gesetzes – Geplatzte Träume
- 2007: Notruf Hafenkante – Fremde Tochter
- 2007: R. I. S. – Die Sprache der Toten
- 2007: Liebling, wir haben geerbt!
- 2007: Der Dicke – Schlafende Hunde
- 2008: Little Paris
- 2008: Unschuldig – Maskenball
- 2008: Italien im Herzen
- 2008: Machen wir’s auf Finnisch
- 2008: Inga Lindström – Hannas Fest
- 2009: Küstenwache – Sturz in den Tod
- 2009: Wilsberg – Doktorspiele
- 2009: Kill Your Darling
- 2009: Geld.Macht.Liebe
- 2010: Callgirl Undercover
- 2010: Alarm für Cobra 11 – Kopfgeld auf Kim Krüger
- 2010: SOKO Wien – Rot wie Blut
- 2011: Das Traumhotel – Malediven
- 2011: SOKO Stuttgart – Damenwahl
- 2012: Vorsprechen (Kurzfilm)
- 2012: Tatort – Der traurige König
- 2012: Bild von ihr
- 2012: Alarm für Cobra 11 – Freunde fürs Leben
- 2012–2014, 2023: SOKO Stuttgart
- 2013: Ohne Gnade
- 2013: SOKO – Der Prozess – Die Falle
- 2015: Eins ist nicht von dir
- 2015: Die Dienstagsfrauen – Zwischen Kraut und Rüben
- 2015: Ihr Sohn (Kurzfilm, als Produzentin)
- 2016: Gottlos – Warum Menschen töten
- 2016: Lotta & der dicke Brocken
- 2016: Das beste Stück vom Braten
- seit 2016: Marie fängt Feuer (Fernsehreihe)
- 2017: Stralsund – Kein Weg zurück
- 2017: Keine zweite Chance (Zweiteiler)
- 2018: Beck is back!  – Nein heißt Nein
- 2018: SOKO Leipzig – Goldkind
- 2018: Schattengrund – Ein Harz-Thriller
- 2019: Lotta & der Mittelpunkt der Welt
- 2020: Inga Lindström – Feuer und Glas
- 2020: Kintsugi (Kurzfilm)
- 2020: Die Bergretter – Leuchtfeuer
- 2022: Der Schiffsarzt (Fernsehserie)
- seit 2023: Einspruch, Schatz! (Fernsehreihe)
  - 2023: Unter Vätern
  - 2025: Herzenswünsche
  - 2025: Schwesterherz